# Aukštoji Freda

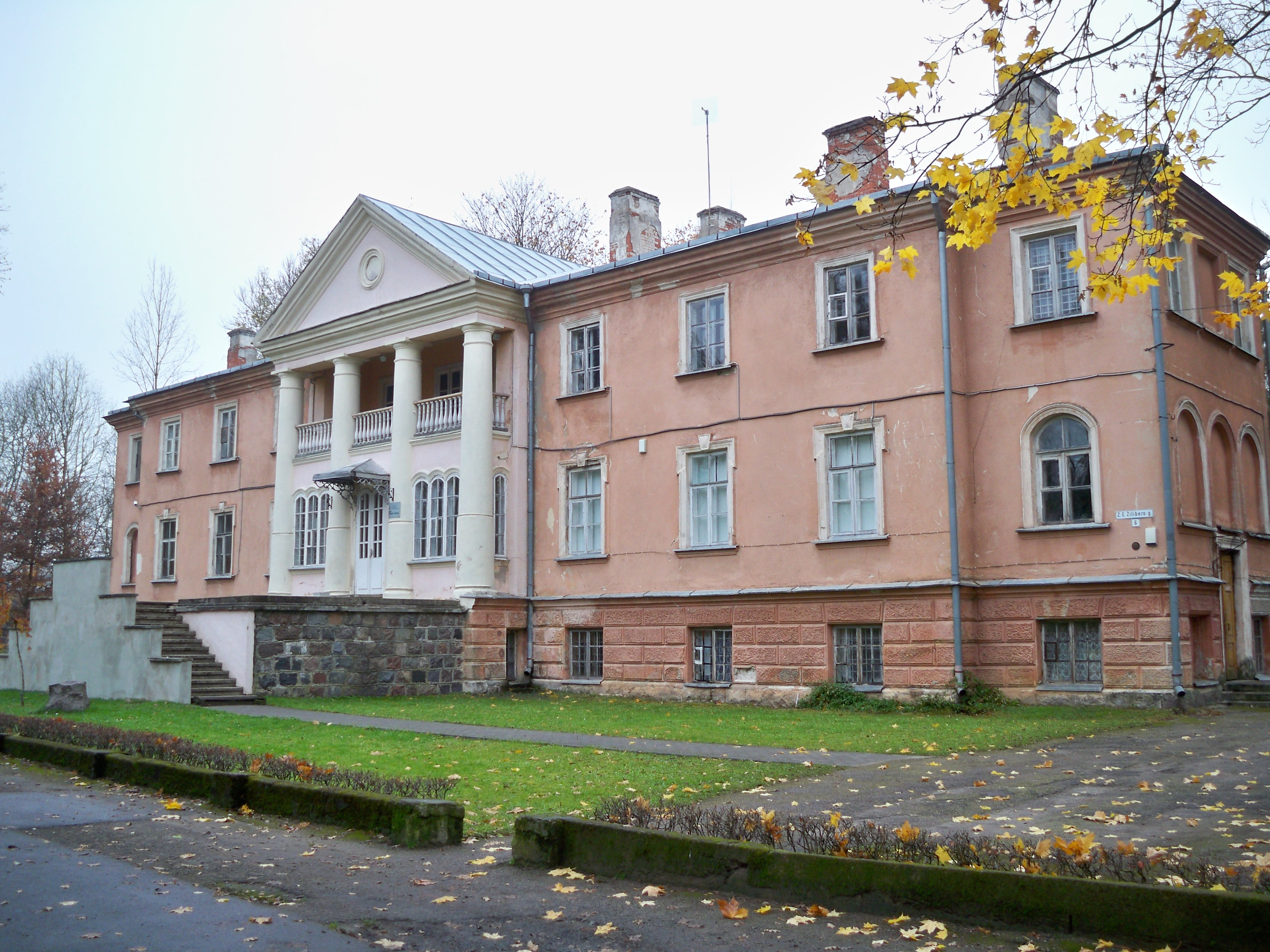
Gutshof Freda

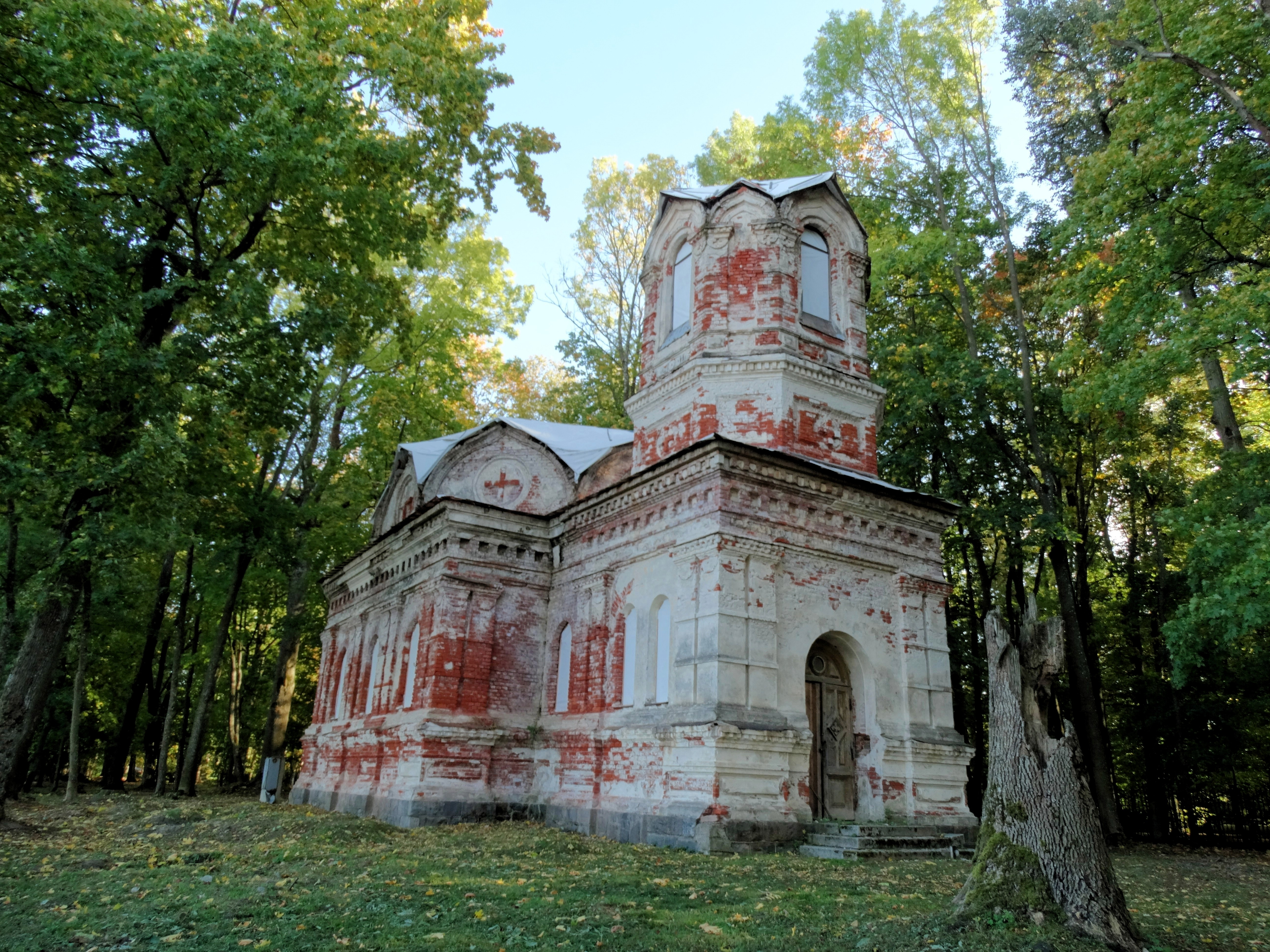
Orthodoxe Kirche

Aukštoji Freda ('Ober-Freda') ist ein Stadtteilgebiet am linken Ufer des Nemunas-Flusses, auf der oberen Terrasse, östlich von Aleksotas der zweitgrößten litauischen Stadt Kaunas. Die Hauptstraße ist Europos prospektas. Aukštoji Freda bildet mit Žemoji Freda den Stadtteil Freda. 

## Objekte
In Aukštoji Freda befinden sich der Botanische Garten von Kaunas (gegründet 1923) mit einem Häuserblock aus der Vorkriegszeit, das Herrenhaus von Aukštoji Freda und das Parkensemble, die orthodoxe Kirche des Heiligen Sergius von Radonesch (erbaut 1891), der Alte Friedhof von Freda, die Flugzeugfabrik "Helisota" von Kaunas,  Flugplatz Freda und die vom russischen Militär errichteten mehrstöckigen Gebäude, die Glasfabrik Aleksotas und der neu errichtete Stadtteil Freda. Der gesamte Ort Freda gehörte zur zentralen Befestigungszone der zaristischen Festung Kaunas, in der die Kommandantur sowie Wohn- und Wirtschaftsgebäude aus dieser Zeit erhalten sind.